# رثاء (المرآة السوداء)
"الرثاء" (Eulogy) هي الحلقة الخامسة في الموسم السابع من سلسلة الخيال العلمي المرآة السوداء . كتبتها إيلا رود ومبتكر السلسلة ومديرها تشارلي بروكر، وأخرجها كريس باريت، وعُرضت لأول مرة على نتفليكس في 10 أبريل 2025، مع بقية حلقات الموسم السابع.
حظيت الحلقة بإشادة نقدية واسعة، حيث وصفها العديد من النقاد بأنها أفضل حلقة في الموسم السابع، وواحدة من أفضل حلقات بلاك ميرور على الإطلاق. 

## القصة
تدور أحداث الحلقة حول رجل يستخدم تكنولوجيا متقدمة تتيح له إعادة زيارة لحظات من الماضي أو استرجاعها. وهذه التقنية تتيح له الانغماس في ذكريات أو أحداث تاريخية، ربما بطريقة تشبه المحاكاة الافتراضية أو استعادة اللحظات بتفاصيل غامرة. الحلقة تستكشف التداعيات العاطفية والأخلاقية لهذه التجربة، حيث يواجه البطل صراعات داخلية ذكرياته في الماضي، سواء كان ذلك لاستعادة لحظات سعيدة، تصحيح أخطاء، أو مواجهة خسائر شخصية.